# Файрузабади
Аль-Файрузабади (араб. الفيروزابادی‎), Фирузабади (перс. فیروزآبادی‎); 1329[…] или апрель 1326, Казерун, Фарс — 2 января 1415, Забид) — арабский лексикограф и составитель всеобъемлющего арабского словаря. Словарь под названием «аль-Камус аль-Мухит» (араб. القاموس المحيط‎), был одним из наиболее широко используемых в арабском языке в течение почти пяти веков.

## Биография
Его полное имя: Абу Тахир Маджид ад-дин Мухаммад ибн Якуб ибн Мухаммад ибн Ибрахим аш-Ширази аль-Файрузабади (араб. أبو طاهر مجيد الدين محمد بن يعقوب بن محمد بن إبراهيم الشيرازي الفيروزآبادي‎). Более короткая форма — Мухаммад ибн Якуб аль-Файрузабади. Нисба «аш-Ширази» относится к персидскому городу Шираз, а нисба «аль-Фирузабади» относится к городу Фирузабад в Фарсе.
Файрузабади родился в Персии. Получил образование в Ширазе, Васите, Багдаде и Дамаске. Жил в Иерусалиме в течение десяти лет, а затем путешествовал по Западной Азии и Египту прежде чем в 1368 году обосноваться в Мекке. Он оставался там большую часть следующих трёх десятилетий, проведя некоторое время в Дели в 1380-х годах и, наконец, покинул Мекку в середине 1390-х годов, чтобы вернуться в Багдад, Шираз (где его принял Тамерлан), и, наконец, отправился в Таиз в Йемене. В 1395 году он был назначен главным кади (судьёй) Йемена султаном Аль-Ашрафом Исмаилом I, который вызвал его из Индии за несколько лет до этого для преподавания в его столице. Аль-Ашраф также женился на дочери Файрузабади, что добавило ему авторитета и власти при дворе султана.
В последние годы своей жизни Файрузабади превратил свой дом в Мекке в школу маликитского мазхаба и утвердил в ней в должности трёх учителей. Файрузабади высоко оценил вероубеждение и сочинения Ибн Араби и написал несколько стихотворений, восхваляющих его. Он также проявил большой интерес к суфизму на основе работ Ибн Араби.

## Сочинения
Файрузабади написал много сочинений, но стал наиболее известен как автор словаря «аль-Камус аль-Мухит» (араб. القاموس المحيط‎, «Всеобъемлющий океан»). В предисловии к этому словарю Файрузабади признаёт, что большая его часть была сформирована как слияние и компиляция из двух уже существующих словарей, словаря «аль-Мухкам» Ибн Сиды (ум. 1066) и словаря «аль-Убаб» ас-Сагани (ум. 1252). Словарь ас-Сагани был расширением словаря «ас-Сихах» аль-Джаухари (ум. 1008), который был основным словарём арабского языка в Средневековье. Первоначально после слияния словарь Файрузабади был огромен. Затем он значительно уменьшил его размер, исключив примеры использования, некоторые наименее используемые определения, а также некоторые грамматические аспекты, оставив в основном только простые определения. Он сделал свой словарь более лаконичным с набором кратких, но эффективных условных обозначений. Сокращённый вариант был все ещё большим и всеобъемлющим словарем, занимающим два больших тома в печатном виде. Он оказался гораздо более популярным среди пользователей, чем огромный словарь «Лисан аль-Араб» Ибн Манзура (ум. 1312), который содержит большое количество цитат и примеров использования.